# CART-Saison 1999
Die CART-Saison 1999 war die 21. Saison der amerikanischen CART-Rennserie seit der Neugründung und die 78. Meisterschaftssaison im US-amerikanischen Formelsport.

## Hintergrund
Das Auftaktrennen fand am 21. März in Homestead (USA) und das Finale am 31. Oktober 1999 in Fontana (USA) statt.
Beim Rennen in Cleveland hatte man eine Distanz von 211 Meilen geplant, wegen der zweistündigen Zeitlimite wurde das Rennen gekürzt auf 189,5 Meilen. Gleiches geschah in Detroit wo 176 Meilen geplant waren und in Vancouver, dort plante man mit 160 Meilen, schlussendlich war die Distanz 166,5 Meilen in Detroit und 131,7 Meilen in Vancouver.

## Saisonverlauf
Der Kolumbianer Juan Pablo Montoya gewann die Meisterschaft im Jahr 1999 als Rookie. Dies gelang bis dahin nur Nigel Mansell 1993. Montoya gewann sieben der 20 Saisonrennen, was ihm letztendlich den Fahrer-Titel sicherte vor dem punktgleichen Dario Franchitti, der zwei Rennen gewann.
Überschattet wurde die Saison durch die tödlichen Unfälle von Gonzalo Rodríguez in Laguna Seca in der Qualifikation und Greg Moore beim Renne in Fontana.

## Teams und Fahrer
| Team                         | Chassis       | Motor             | Reifen | Nr. | Fahrer               | Rennen                   |
| ---------------------------- | ------------- | ----------------- | ------ | --- | -------------------- | ------------------------ |
| Team Penske                  | Penske PC-27B | Mercedes IC 108E3 | G      | 2   | Al Unser Jr.         | 1, 4 – 5, 12, 18 – 20    |
| Team Penske                  | Lola B99/00   | Mercedes IC 108E3 | G      | 2   | Al Unser Jr.         | 6 – 11, 13 – 17          |
| Team Penske                  | Penske PC-27B | Mercedes IC 108E3 | G      | 2   | Tarso Marques        | 2 – 3                    |
| Team Penske                  | Penske PC-27B | Mercedes IC 108E3 | G      | 3   | Tarso Marques        | 5 – 6, 8                 |
| Team Penske                  | Lola B99/00   | Mercedes IC 108E3 | G      | 3   | Tarso Marques        | 9                        |
| Team Penske                  | Lola B99/00   | Mercedes IC 108E3 | G      | 3   | Gonzalo Rodríguez    | 13, 17                   |
| Team Penske                  | Penske PC-27B | Mercedes IC 108E3 | G      | 3   | Alex Barron          | 12, 20                   |
| Chip Ganassi Racing          | Reynard 99i   | Honda HRS         | F      | 4   | Juan Pablo Montoya   | 1 – 20                   |
| Chip Ganassi Racing          | Reynard 99i   | Honda HRS         | F      | 12  | Jimmy Vasser         | 1 – 20                   |
| Walker Racing                | Reynard 99i   | Honda HRS         | G      | 5   | Gil de Ferran        | 1 – 20                   |
| Walker Racing                | Reynard 99i   | Honda HRS         | G      | 15  | Naoki Hattori        | 1, 13 – 14, 16 – 20      |
| Walker Racing                | Reynard 99i   | Honda HRS         | G      | 15  | Memo Gidley          | 8 – 11                   |
| Newman/Haas Racing           | Swift 010.c   | Ford-Cosworth XD  | F      | 6   | Michael Andretti     | 1 – 20                   |
| Newman/Haas Racing           | Swift 010.c   | Ford-Cosworth XD  | F      | 11  | Christian Fittipaldi | 1 – 12, 18 – 20          |
| Newman/Haas Racing           | Swift 010.c   | Ford-Cosworth XD  | F      | 11  | Roberto Moreno       | 13 – 17                  |
| Team Rahal                   | Reynard 99i   | Ford-Cosworth XD  | F      | 7   | Max Papis            | 1 – 20                   |
| Team Rahal                   | Reynard 99i   | Ford-Cosworth XD  | F      | 8   | Bryan Herta          | 1 – 20                   |
| Hogan Racing                 | Lola B99/00   | Mercedes IC 108E3 | F      | 9   | Hélio Castroneves    | 1 – 20                   |
| Hogan Racing                 | Lola B99/00   | Mercedes IC 108E3 | F      | 21  | Luiz Garcia jr.      | 14, 16 – 17              |
| Della Penna Motorsports      | Swift 010.c   | Toyota RV8D       | F      | 10  | Richie Hearn         | 1 – 5                    |
| Della Penna Motorsports      | Reynard 99i   | Toyota RV8D       | F      | 10  | Richie Hearn         | 6 – 20                   |
| Bettenhausen Racing          | Reynard 99i   | Mercedes IC 108E3 | F      | 16  | Shigeaki Hattori     | 2 – 4, 6 – 8, 11, 15, 17 |
| Bettenhausen Racing          | Reynard 99i   | Mercedes IC 108E3 | F      | 16  | Gualter Salles       | 5, 19                    |
| PacWest Racing               | Reynard 99i   | Mercedes IC 108E3 | F      | 17  | Maurício Gugelmin    | 1 – 20                   |
| PacWest Racing               | Reynard 99i   | Mercedes IC 108E3 | F      | 18  | Mark Blundell        | 1 – 4, 13 – 20           |
| PacWest Racing               | Reynard 99i   | Mercedes IC 108E3 | F      | 18  | Roberto Moreno       | 5 – 12                   |
| Payton/Coyne Racing          | Lola B99/00   | Ford-Cosworth XD  | F      | 19  | Michel Jourdain jr.  | 1 – 20                   |
| Payton/Coyne Racing          | Reynard 99i   | Ford-Cosworth XD  | F      | 34  | Dennis Vitolo        | 1, 4, 6 – 7, 12, 15, 20  |
| Payton/Coyne Racing          | Reynard 99i   | Ford-Cosworth XD  | F      | 34  | Gualter Salles       | 3                        |
| Payton/Coyne Racing          | Reynard 99i   | Ford-Cosworth XD  | F      | 71  | Luiz Garcia jr.      | 1 – 3, 5, 8 – 10         |
| Payton/Coyne Racing          | Reynard 99i   | Ford-Cosworth XD  | F      | 71  | Dennis Vitolo        | 11                       |
| Payton/Coyne Racing          | Reynard 99i   | Ford-Cosworth XD  | F      | 71  | Memo Gidley          | 13 – 14, 16 – 19         |
| Patrick Racing               | Reynard 99i   | Ford-Cosworth XD  | F      | 40  | Adrian Fernández     | 1 – 12, 17 – 20          |
| Patrick Racing               | Reynard 99i   | Ford-Cosworth XD  | F      | 40  | P. J. Jones          | 14 – 16                  |
| Patrick Racing               | Reynard 99i   | Ford-Cosworth XD  | F      | 20  | P. J. Jones          | 1 – 2                    |
| Patrick Racing               | Swift 010.c   | Ford-Cosworth XD  | F      | 20  | P. J. Jones          | 3 – 12, 20               |
| Patrick Racing               | Swift 010.c   | Ford-Cosworth XD  | F      | 20  | Jan Magnussen        | 13                       |
| Patrick Racing               | Reynard 99i   | Ford-Cosworth XD  | F      | 20  | Jan Magnussen        | 14 – 19                  |
| Team Gordon                  | Swift 010.c   | Toyota RV8D       | F      | 22  | Robby Gordon         | 1 – 14, 19               |
| Team Gordon                  | Eagle 997     | Toyota RV8D       | F      | 22  | Robby Gordon         | 15 – 18, 20              |
| Arciero-Wells Racing         | Reynard 99i   | Toyota RV8D       | F      | 24  | Scott Pruett         | 1 – 20                   |
| Arciero-Wells Racing         | Reynard 99i   | Toyota RV8D       | F      | 25  | Cristiano da Matta   | 1 – 20                   |
| Team KOOL Green              | Reynard 99i   | Honda HRS         | F      | 26  | Raul Boesel          | 1                        |
| Team KOOL Green              | Reynard 99i   | Honda HRS         | F      | 26  | Paul Tracy           | 2 – 20                   |
| Team KOOL Green              | Reynard 99i   | Honda HRS         | F      | 27  | Dario Franchitti     | 1 – 20                   |
| Forsythe Racing              | Reynard 99i   | Mercedes IC 108E3 | F      | 33  | Patrick Carpentier   | 1 – 13, 15 – 20          |
| Forsythe Racing              | Reynard 99i   | Mercedes IC 108E3 | F      | 99  | Greg Moore           | 1 – 20                   |
| Forsythe Championship Racing | Reynard 99i   | Honda HRS         | F      | 44  | Tony Kanaan          | 1 – 20                   |
| All American Racing          | Eagle 997     | Toyota RV8D       | G      | 36  | Alex Barron          | 1 – 7                    |
| All American Racing          | Eagle 997     | Toyota RV8D       | G      | 36  | Gualter Salles       | 8 – 14                   |
| All American Racing          | Eagle 997     | Toyota RV8D       | G      | 36  | Raul Boesel          | 15, 20                   |
| All American Racing          | Eagle 997     | Toyota RV8D       | G      | 36  | Andrea Montermini    | 16 – 19                  |

## Statistik

### Rennergebnisse
| Nr. | Datum         | Rennen / Strecke                                                                            | Distanz (mi) | Gewinner             | Zweiter            | Dritter              |
| --- | ------------- | ------------------------------------------------------------------------------------------- | ------------ | -------------------- | ------------------ | -------------------- |
| 1   | 21. März      | Marlboro Grand Prix of Miami Presented by Toyota (Homestead-Miami Speedway) (O)             | 225,3        | Greg Moore           | Michael Andretti   | Dario Franchitti     |
| 2   | 9. April      | Firestone Firehawk 500K (Twin Ring Motegi) (O)                                              | 311,3        | Adrián Fernández     | Gil de Ferran      | Christian Fittipaldi |
| 3   | 18. April     | Toyota Grand Prix of Long Beach (Long Beach Grand Prix Circuit) (T)                         | 155,0        | Juan Pablo Montoya   | Dario Franchitti   | Bryan Herta          |
| 4   | 2. Mai        | Bosch Spark Plug Grand Prix Presented by Toyota (Nazareth Speedway) (O)                     | 212,8        | Juan Pablo Montoya   | P. J. Jones        | Paul Tracy           |
| 5   | 15. Mai       | GP Telemar Rio 200 (Emerson Fittipaldi Speedway) (O)                                        | 201,3        | Juan Pablo Montoya   | Dario Franchitti   | Christian Fittipaldi |
| 6   | 29. Mai       | Motorola 300 (Gateway International Raceway) (O)                                            | 299,7        | Michael Andretti     | Hélio Castroneves  | Dario Franchitti     |
| 7   | 6. Juni       | Miller Lite 225 (The Milwaukee Mile) (O)                                                    | 232,2        | Paul Tracy           | Greg Moore         | Gil de Ferran        |
| 8   | 20. Juni      | Budweiser/G. I. Joe’s 200 Presented by Texaco/Havoline (Portland International Raceway) (O) | 192,9        | Gil de Ferran        | Juan Pablo Montoya | Dario Franchitti     |
| 9   | 27. Juni      | Medic Drug Grand Prix of Cleveland Presented by Firstar Bank (Cleveland Street Course) (F)  | 189,5        | Juan Pablo Montoya   | Gil de Ferran      | Michael Andretti     |
| 10  | 11. Juli      | Texaco/Havoline 220 (Road America) (P)                                                      | 222,6        | Christian Fittipaldi | Michael Andretti   | Adrián Fernández     |
| 11  | 18. Juli      | Molson Indy Toronto (Streets of Toronto) (T)                                                | 166,7        | Dario Franchitti     | Paul Tracy         | Christian Fittipaldi |
| 12  | 25. Juli      | U. S. 500 Presented by Toyota (Michigan International Speedway) (O)                         | 500,0        | Tony Kanaan          | Juan Pablo Montoya | Paul Tracy           |
| 13  | 8. August     | Tenneco Automotive Grand Prix of Detroit (Raceway at Belle Isle) (T)                        | 166,5        | Dario Franchitti     | Paul Tracy         | Greg Moore           |
| 14  | 15. August    | Miller Lite 200 (Mid-Ohio Sports Car Course) (T)                                            | 187,4        | Juan Pablo Montoya   | Paul Tracy         | Greg Moore           |
| 15  | 22. August    | Target Grand Prix of Chicago Presented by Energizer (Chicago Motor Speedway) (O)            | 231,5        | Juan Pablo Montoya   | Dario Franchitti   | Jimmy Vasser         |
| 16  | 5. September  | Molson Indy Vancouver (Concord Pacific Place) (T)                                           | 131,7        | Juan Pablo Montoya   | Patrick Carpentier | Jimmy Vasser         |
| 17  | 12. September | Honda Grand Prix of Monterey Featuring the Texaco/Havoline 300K (Laguna Seca) (P)           | 185,7        | Bryan Herta          | Roberto Moreno     | Massimiliano Papis   |
| 18  | 26. September | Texaco Grand Prix of Houston (Houston Street Circuit) (T)                                   | 152,7        | Paul Tracy           | Dario Franchitti   | Michael Andretti     |
| 19  | 17. Oktober   | Honda Indy 300 (Surfers Paradise Street Circuit) (T)                                        | 181,6        | Dario Franchitti     | Massimiliano Papis | Adrián Fernández     |
| 20  | 31. Oktober   | Marlboro 500 Presented by Toyota (Auto Club Speedway) (O)                                   | 507,2        | Adrián Fernández     | Massimiliano Papis | Christian Fittipaldi |

### Fahrer-Meisterschaft
| Pos. | Fahrer                 | Punkte |
| ---- | ---------------------- | ------ |
| 1.   | Juan Pablo Montoya (R) | 212    |
| 2.   | Dario Franchitti       | 212    |
| 3.   | Paul Tracy             | 161    |
| 4.   | Michael Andretti       | 151    |
| 5.   | Massimiliano Papis     | 150    |
| 6.   | Adrián Fernández       | 140    |
| 7.   | Christian Fittipaldi   | 121    |
| 8.   | Gil de Ferran          | 108    |
| 9.   | Jimmy Vasser           | 104    |
| 10.  | Greg Moore             | 97     |
| 11.  | Tony Kanaan            | 85     |
| 12.  | Bryan Herta            | 84     |
| 13.  | Patrick Carpentier     | 61     |
| 14.  | Roberto Moreno         | 58     |
| 15.  | Hélio Castroneves      | 48     |
| 16.  | Maurício Gugelmin      | 44     |
| 17.  | P. J. Jones            | 38     |
| 18.  | Cristiano da Matta (R) | 32     |
| 19.  | Scott Pruett           | 28     |
| 20.  | Robby Gordon           | 27     |
| 21.  | Al Unser Jr.           | 26     |
| 22.  | Richie Hearn           | 26     |
| 23.  | Mark Blundell          | 9      |
| 24.  | Jan Magnussen          | 8      |
| 25.  | Michel Jourdain junior | 7      |
| 26.  | Gualter Salles         | 5      |
| 27.  | Alex Barron            | 4      |
| 28.  | Tarso Marques (R)      | 4      |
| 29.  | Memo Gidley (R)        | 4      |
| 30.  | Dennis Vitolo          | 2      |
| 31.  | Andrea Montermini      | 2      |
| 32.  | Raul Boesel            | 1      |
| 33.  | Gonzalo Rodriguez (R)  | 1      |
| 34.  | Luiz Garcia Jr. (R)    | 0      |
| 35.  | Naoki Hattori (R)      | 0      |
| 36.  | Shigeaki Hattori (R)   | 0      |

(R) = Rookie